# Tanya Streeter
Tanya Streeter, född 10 januari 1973 på Grand Cayman, Caymanöarna, världsrekordsinnehavare i fridykning. Tanya Streeter är även medverkande i en film med namnet Rädd för hajar.